# Aragonensium rerum commentarii

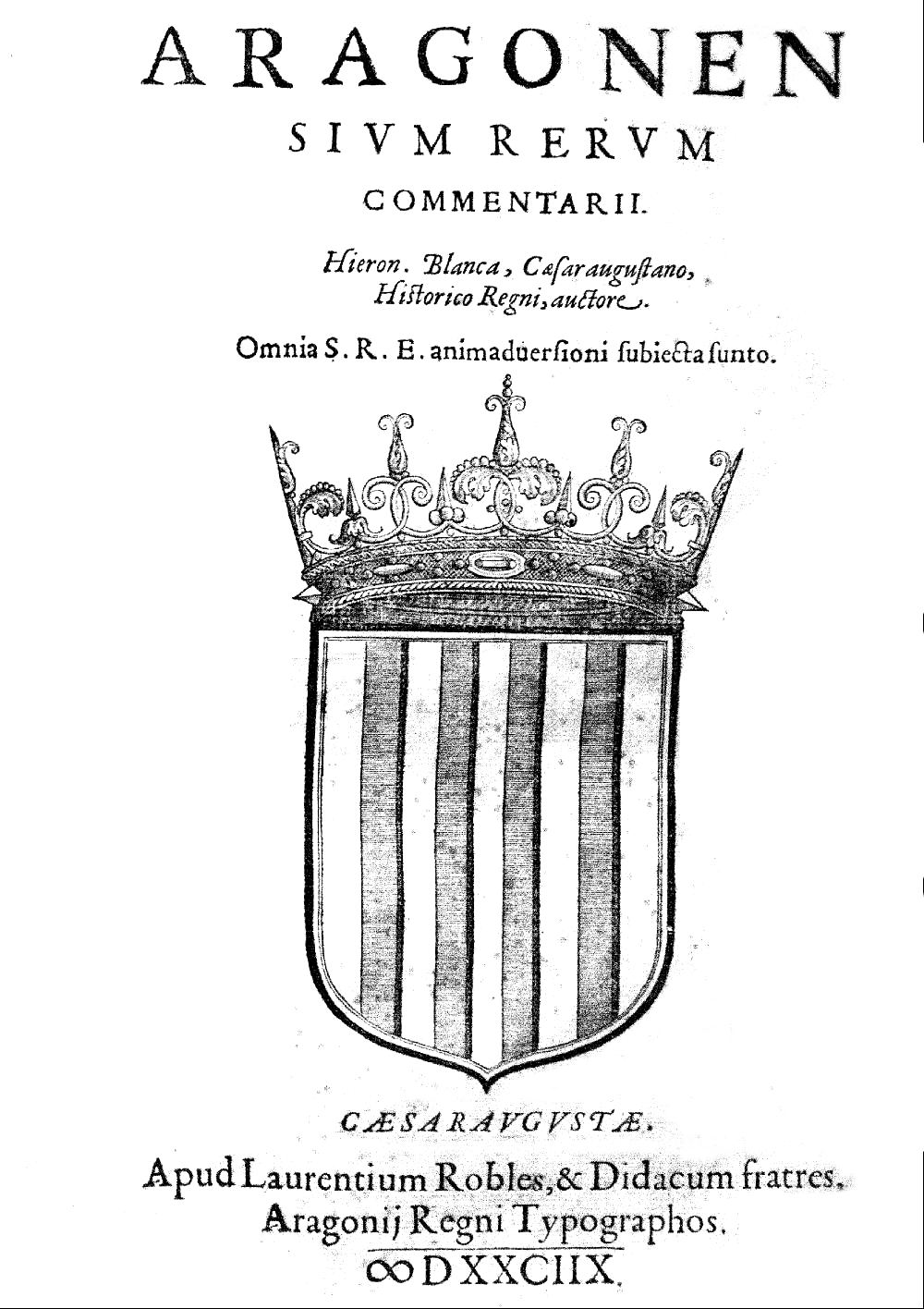
Aragonensium rerum commentarii. En la portada aparareix un escut amb la senyera reial i corona oberta, que segons la creença de l'autor de l'obra, Jerónimo de Blancas, eren originàries dels comtes de Barcelona: "fueron preferidas las armas de Barcelona a las reales de Aragón". Per a l'historiador Alberto Montaner Frutos, autors como Udina i Martorell o Fluvià i Escorsa han emprat de manera «anacrònica i abusiva» largumentum ad verecundiam en defensa de l'origen comtal de l'emblema, fonamentant-se en les creences habituals del que foren promogudes per Pere IV d'Aragó «el Cerimoniós» (Pere terç), i que en cap cas són prova de l'origen real de l'escut d'armes.

Aragonensium rerum commentarii ('Comentaris respecte de l'Aragó') és l'obra cabdal de l'historiador aragonès Jerónimo de Blancas y Tomás. L'obra fou publicada a Saragossa per Lorenzo y Diego Robles el 1588. Hi explica l'origen històric de la institució aragonesa del justícia d'Aragó, que es completa amb la relació de fets de quasi mig centenar de justícies, que van des de Pero Ximénez a Johan de Lanuza IV. L'obra també inclou la crònica dels comtes i reis d'Aragó, i sosté que la senyera reial dels reis d'Aragó procedia dels comtes de Barcelona.
Jerónimo de Blancas y Tomás no aplicà el mateix sistema de contrast de fonts del seu antecessor, Jerónimo Zurita, fet que el portà a vegades a admetre explicacions llegendàries sobre els orígens del comtat i del Regne d'Aragó. Tot i així, els dos historiadors aragonesos de màxima reputació coincideixen a afirmar que la senyera reial dels reis d'Aragó procedia dels comtes de Barcelona.

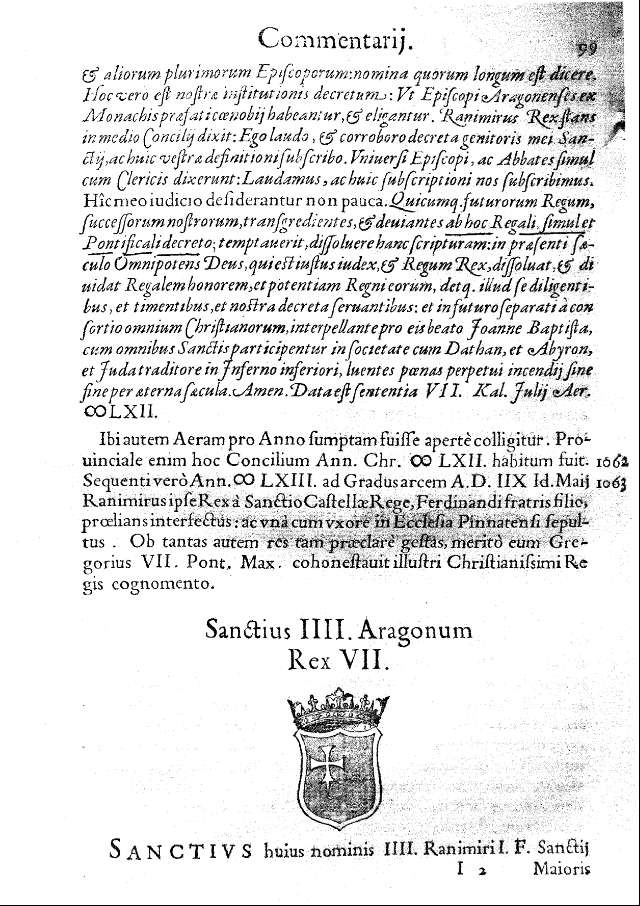
Sanç I d'Aragó i Pamplona amb l'escut de la creu d'Ènnec Aritza
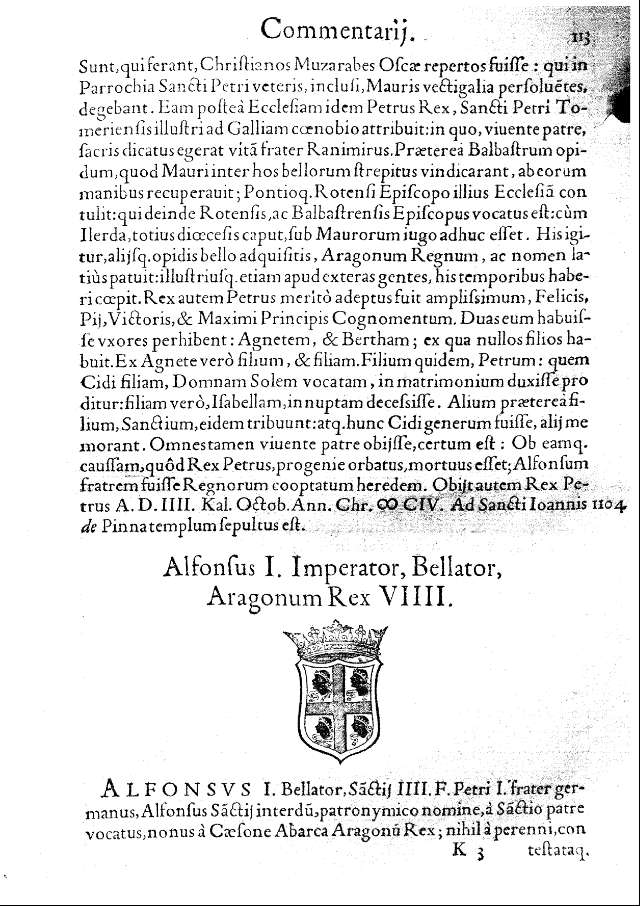
Alfons I d'Aragó i Pamplona amb l'escut de la creu d'Alcoraz
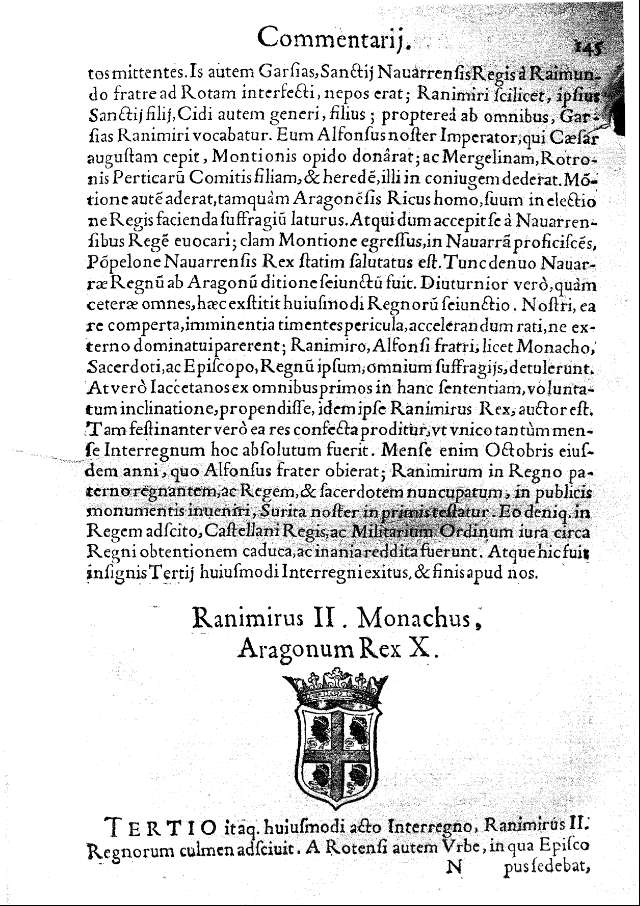
Ramir I d'Aragó amb l'escut de la creu d'Alcoraz
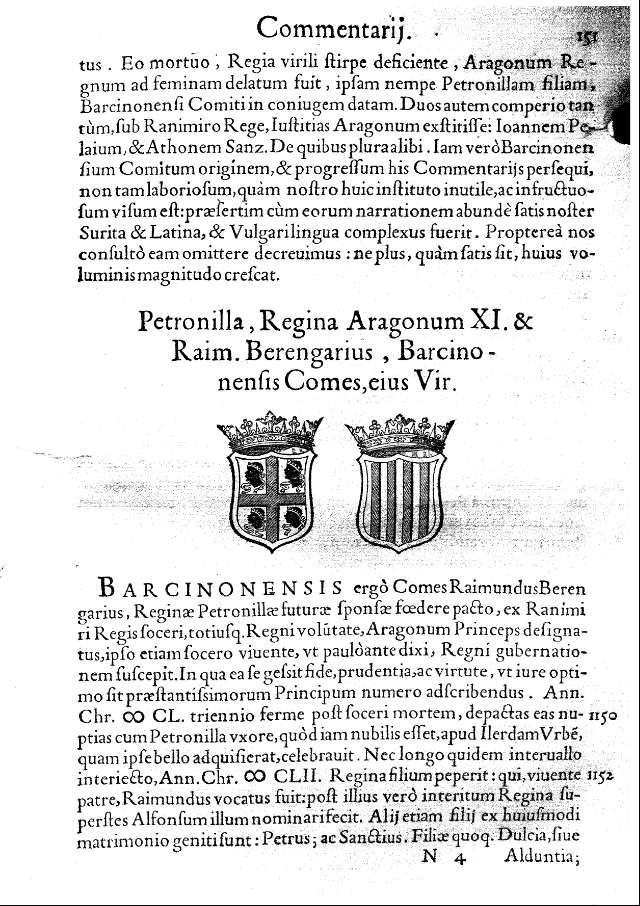
Ramon Berenguer IV de Barcelona amb l'escut de la senyera reial